# Салій Віталій Миколайович
Віталій Миколайович Салій (нар. 4 липня 1985, Київ, Українська РСР, СРСР) — український актор театру та кіно.

## Життєпис
Народився 4 липня 1985 року в сім'ї військового. Усі чоловіки по батьківській лінії були військовослужбовцями, й сам майбутній актор планував піти батьківськими стопами.
У 2006 році закінчив Київський національний університет театру, кіно і телебачення ім. І. К. Карпенка-Карого (курс Едуарда Митницького). З 2004 року — актор Київського академічного театру драми і комедії на Лівому березі Дніпра.  Двічі отримував номінацію театральної премії «Київська пектораль» за виконання ролей другого плану.
Вів телевізійні шоу «Буба-шоу» і «Очам не вірю» на каналі «Україна». У 2011 році номінувався на отримання телевізійної премії «Телетріумф».
Кінодебют відбувся у 2004 році в епізодичній ролі в фільмі «Попіл Феніксу».

### Особисте життя
Одружений із російською акторкою театру і кіно Ганною Ареф'євою. Знайомство відбулося в театрі, де працював Віталій — Ганні сподобалася його гра, і вона підійшла до нього за лаштунками. У подальшому перетиналися на зйомках телесеріалу, під час якого зав'язався роман. У 2014 році пара одружилася. У 2017-у народився син Данило. 
30 червня 2024 Віталій повідомив на своїй сторінці в Інстаграмі про розлучення з Ганною.

## Театральні роботи
Київський академічний театр драми і комедії на лівому березі Дніпра
- (введення) 1997 — «Дрібний біс» («Кручений біс») Федора Сологуба; реж. Юрій Одинокий — Миша Адаменко
- (введення) 2000 — «Нехай одразу двох не любить…» за п’єсою «Ой, не ходи, Грицю…» Михайла Старицкого; реж. Микола Яремків — Микита
- 2004 — «Наше містечко» Торнтона Вайлдера; реж. Л.Зайкаускас — Джо Кроуел
- «Таємниці королівського палацу» — Сажотрус
- 2005 — «Сірано де Бержерак» за п'єсою Едмон Ростана; реж. Андрій Білоус — Гіжі
- «Ромео і Джульєтта» за однойменною п'єсою Вільяма Шекспіра; реж. Олексій Лісовець — Меркуціо, Поліцейський, Музикант, Слуга Капулетті
- 2006 — «Черга» Олександра Марданя; реж. Дмитро Богомазов — Перший, другий і третій покупці, Пожежник, Лікар швидкої допомоги, Рекламний агент, Вантажник
- 2006 — «Голубчики мої!…» за творами Федора Достоєвського і Олександра Володіна; реж. Ю.Погребнічко — Раскольников № 2, Секретар суду, Монтер
- 2007 — «Небезпечні зв'язки» Андрій Білоус за романом П'єр де Лакло; реж. Андрій Білоус — Шевальє Дансені, Слуга
- 2007 — «Останній герой» Олександра Марданя; реж. Дмитро Богомазов — Костя
- 2008 — «Том Сойєр» Ярослава Стельмаха за романом «Пригоди Тома Сойєра» Марка Твена; реж. Тамара Трунова — Гекльберрі Фінн
- 2008 — «Річард III» за однойменною п'єсою Вільяма Шекспіра; реж. Андрій Білоус — Другий вбивця
- 2009 — «Граємо Чонкіна» Олександра Кобзаря та Андрія Самініна за романом-анекдотом Володимира Войновича; реж. Олександр Кобзар та Андрій Самінін — Іван Чонкін[4]
- «Куди подує вітер…»; реж. Олексій Лісовець по п'єсою Піранделло
- «Ліола» Луїджі Піранделло; реж. Олексій Лісовець — Ліола
- 2011 — «Гості приходять опівночі» (Дон Жуан, або Уроки зваблення) за п'єсою «Прощання з Дон Жуаном» Андрія Міллера; реж. Дмитро Богомазов — Сганарель
- «Обман довжиною в життя» за повістю Д.Рубіной «Подвійне прізвище»; реж. Катерина Степанкова — Тимур
- 2012 — «Войцек. Карнавал плоті» за п’єсою «Войцек» Георга Бюхнера; реж. Дмитро Богомазов — Дурник Карл[5]
- «Опискин. Фома!» за «Село Степанчиково і його мешканці» Федора Достоєвського; реж. Олексій Лісовець — Відоплясов
- 2013 — «Дві панянки у бік півночі» П’єра Нотта; реж. Тамара Трунова — Бернадетт[6][7]
- 2014 — «Радість сердечна, або Кепка з карасями» Дмитра Богомазова за збіркою оповідань «Чистий Дор» Юрія Коваля; реж. Дмитро Богомазов — Автор

Київська академічна майстерня театрального мистецтва «Сузір'я»
- «Будьте як вдома»; реж. Катерина Степанкова — Манюель де Сільва

## Фільмографія
- 2004 — Попіл Фенікса
- 2005 — Повернення Мухтара — 2
- 2005 — Далеко від Сансет бульвару
- 2005 — 2006 — Леся+Рома
- 2005 — 2007 — Запороги — Панас
- 2006 — Таємниця «Святого Патріка» — епізод
- 2006 — Міський романс — епізод
- 2006 — Повернення Мухтара — 3
  - «Мобільний лохотрон» (13-а серія) — Сидоров
  - «Полювання на клоуна» (21-а серія) — клоун в цирку
- 2007 — Третій зайвий
- 2007 — Старики-полковники — епізод
- 2007 — Місяць-Одеса — Гоша
- 2007 — Гроші для дочки
- 2007 — Колишня
- 2008 — Загін — епізод (в титрах не зазначений)
- 2008 — За все тобі дякую — 3 — епізод
- 2009 — Полювання на Вервольфа — Віллі
- 2009 — Акула — епізод
- 2009 — 1941 — німець
- 2010 — Чужа — таксист
- 2010 — Тільки любов — Тереха, бандит
- 2010 — Маршрут милосердя — Влад
- 2010 — Зозуля — кур'єр з велосипедом
- 2011 — Танець нашої любові — вчитель з танців
- 2011 — Нехай говорять — приятель Петра
- 2011 — Маленька танцівниця — Жорик
- 2011 — Ліки для бабусі — Сергій, товариш Євгена
- 2011 — Ластівчине гніздо — Степан, офіціант
- 2011 — Доярка з Хацапетівки 3 — папараці
- 2011 — Білі троянди надії — Сергій, музикант в ресторані
- 2011 — Лють (фільм №8) — зяблик
- 2012 — Смерть шпигунам. Прихований ворог — Галицький
- 2012 — Одеса-мама — Гера-Шмаровоз, сутенер
- 2012 — Мама, я льотчика люблю — режисер програми
- 2012 — Жіночий лікар — Волков
  - «Бонні і Клайд» (36-я серія)
- 2012 — Дорога в порожнечу — Серьога Клепеш
- 2012 — Справа слідчого Нікітіна — Ньома
- 2012 — Брат за брата-2 — менеджер в ресторані
- 2012 — Ангели війни — Василь
- 2013 — Пастка — Ілля Мазур (Ньома)
- 2014 — Так далеко, так близько — лейтенант Єршов
- 2014 — Остання електричка — Льосік
- 2014 — Пляж — Славік
  - «Підкидьок» (Фільм 1)
  - «Вірні друзі» (Фільм 2)
  - «Спритність рук» (Фільм 7)
- 2014 — Особова справа — Макар Кузьменко
- 2014 — Справа для двох — Кирило
  - «Тіні минулого» (Фільм 5)
- 2014 — Дворняжка Ляля — Костянтин
- 2014 — Вітряна жінка — Єлець
- 2015 — За законами воєнного часу — Олексій Березняк
- 2015 — Погана сусідка — Яша, фотограф
- 2015 — Офіцерські дружини — Савельєв
- 2015 — Ніконов і Ко (7 серія) — хірург
- 2015 — Клан ювелірів — Дмитро Максимович Красненко, слідчий СБУ
- 2015 — Біла стріла. Відплата — Подшивалов
  - «Капкан» (7-я серія)
- 2015 — Анка з Молдаванки — Яшка
- 2016 — Пацики — Мцирі
- 2016 — Не зарікайся — Олександр Савченко
- 2016 — На лінії життя — Юрій Карпенко, сапер
- 2016 — Коли минуле попереду — Юрій Сергійович Луговець, рейдер
- 2016 — Забудь і згадай — рудий
- 2016 — Громадянин Ніхто — Вадим Антипин (Жнець)
- 2016 — Волинь — православний священик у 1943 році
- 2016 — Біженка — Діма, чоловік Каті
- 2016 — Співачка — Смолін
- 2017 — Фахівці — Дмитро Щеглов, слідчий
- 2017 — Коротке слово «ні» — Додік
- 2017 — Капітанша — Федір Кузьмич
- 2017 — Спокуса
- 2017 — Дружини на стежці війни — Едик, колишній наречений Милочки
- 2017 — Гіркий урожай — епізод
- 2017 — Було у батька два сини — Антон Бойцов, управляючий фірмою
- 2017 — Вибираючи долю — Микола Пономаренко
- 2018 — Реалізація — Єгор Тихоновський, права рука Пахомова-старшого
  - «Чоловіча робота» (Фільм №5)
- 2018 — Перестати пам'ятати (короткометражний)
- 2018 — Обман — Ігор Ухін, коханець Ольги, фотограф
- 2018 — Контакт — Дорофей
- 2018 — Скарбниця життя — Серьога бандит
- 2018 — Виноград — Костя Рогов, син Сергія
- 2018 —  Морские дьяволы. Рубежи Родины — Беляев
- 2019 — Тінь за спиною — цинга
- 2019 — Сестричка — Петро, батько Оксани
- 2019 — Заборонений — лейтенант Кузнєцов - працівник табору КДБ
- 2019 — Крути 1918 — Михайло Артемович Муравйов
- 2019 — Кровна помста — Костя
- 2019 — Капітанша — 2 — Федір
- 2020 — Колір пристрасті — Борисов, слідчий
- 2020 — Перші ластівки. Zалежні — Дмитро Бевза
- 2020 — Шпигун №1 — Шуригін (у виробництві)
- 2020 — У кожного свій обман — Петро Гудилін, слідчий УБОП
- 2021 — Кришталеві вершини — Богдан Бойко, син Галини та Лаврентія Бойків
- 2021 — Колір помсти — Борисов, слідчий
- 2021 — Уроки життя та водіння — Белецький
- 2021 — Врятувати маму — Шурік
- 2021 — Місце під сонцем — епізод (в титрах не зазначений)
- 2021 — Клятва лікаря — Цаплін
- 2021 — Большая Надежда — Борис
- 2021 — Я працюю на цвинтарі — Саша
- 2022 — Дом Бобринських — Володимир Міндін
- 2022 — Божевільні — Козич (у виробництві)
- 2022 — Сіра зона — Санька (у виробництві)
- 2022 — Лихач — 2 — Влад Зоряний (у виробництві)
- 2022 — Джура Королевич — Кранк (у виробництві)
- 2024 — Невістка — Олексій Сергійович

## Нагороди й номінації
| Рік                                        | Категорія                                       | Робота                         | Результат |
| ------------------------------------------ | ----------------------------------------------- | ------------------------------ | --------- |
| Національна кінопремія «Золота дзиґа»      |                                                 |                                |           |
| 2020                                       | Найкраща чоловіча роль плану                    | Крути 1918                     | Номінація |
| Національна премія кінокритиків «Кіноколо» |                                                 |                                |           |
| 2021                                       | Найкращий актор                                 | Я працюю на цвинтарі           | Перемога  |
| «Київська пектораль»                       |                                                 |                                |           |
| 2013                                       | Найкраще виконання чоловічої ролі другого плану | Опискін. Фома!                 | Номінація |
| 2014                                       | Найкраще виконання жіночої ролі                 | Дві дамочки в напрямку півночі | Номінація |
| «Телетріумф»                               |                                                 |                                |           |
| 2011                                       | Актор телевізійного фільму/серіалу              | Ластівчине гніздо              | Номінація |